# خسرج بيت خلف (كرخة)
خسرج بيت خلف (بالفارسية: خسرج خلف) هي قرية تقع في إيران في قسم كرخة الريفي. يقدر عدد سكانها بـ 336 نسمة بحسب إحصاء 2016.